# Paju
Paju (coreà: 파주; pronunciació coreana: [pʰɐ.d͡ʑu.]) és una ciutat de la província de Gyeonggi, a Corea del Sud. Paju es va convertir en ciutat el 1997; anteriorment havia estat un comtat (gun).
La superfície de la ciutat de Paju és de 672,78 km², i està situada just al sud de Panmunjeom, al paral·lel 38. El 2024 la població de Paju superava els 501.000 habitants. El 2002, es va obrir l'estació de ferrocarril més septentrional de Corea del Sud, Dorasan, a la línia Gyeongui. El territori nord-coreà i la ciutat de Kaesong es poden veure des de la muntanya Dorasan de Paju.
Paju ha experimentat un creixement residencial constant a causa de la seva proximitat a Seül. La ciutat està connectada amb Seül a través de la línia Gyeongui-Jungang i diverses rutes d'autobús exprés, amb temps de viatge fins al centre de Seül que solen ser inferiors a una hora. Aquestes connexions de transport han contribuït al creixement de Paju. A més de zones residencials, Paju acull llocs culturals i turístics com ara Heyri Art Valley, Paju Book City i Imjingak Peace Park, que atrauen tant residents com visitants. La ciutat també acull diversos centres comercials importants, com ara Shinsegae Paju Premium Outlets i Lotte Premium Outlet Paju Branch, que atrauen molta gent de les regions properes. A la ciutat hi ha algunes bases dels exèrcits nord-americà i sud-coreà.